# Route nationale 655
Pour les articles homonymes, voir Route 655.
La route nationale 655 ou RN 655 était une route nationale française reliant Bazas à Lavardac. À la suite de la réforme de 1972, elle a été déclassée en RD 655.

## Ancien tracé de Bazas à Lavardac (D 655)
- Bazas
- Lavazan
- Grignols
- Antagnac
- Casteljaloux
- Fargues-sur-Ourbise
- Barbaste
- Lavardac